# فرانتس برهمر
فرانتس برهمر (انگلیسی: Franz Berghammer; ۲۰ نوامبر ۱۹۱۳ – ۷ ژوئیهٔ ۱۹۴۴) بازیکن هندبال اهل اتریش بود.